# Stragari
Stragari (Servisch: Страгари) is een gemeente in het Servische district Šumadija. Stragari maakt deel uit van het stadsgebied van Kragujevac.
Stragari telt 4500 inwoners (2002). De oppervlakte bedraagt 165 km², de bevolkingsdichtheid is 27,3 inwoners per km².
Bij Stragari liggen de grootste asbestmijnen van Europa.